# 北加賀屋
北加賀屋（きたかがや）は、大阪府大阪市住之江区北東部にある町名。現行の行政地名は北加賀屋一丁目から北加賀屋五丁目。

## 地理
木津川下流の南岸に位置し、南では西から東に向かって緑木、西加賀屋、中加賀屋、西に柴谷、東に西成区南津守と接している。

## 歴史
1974年（昭和49年）、大阪市住吉区北加賀屋町・北加賀屋町1 - 5丁目と柴谷町の一部より、住之江区北加賀屋1 - 5丁目成立。
かつては名村造船所があったが、船舶の大型化に伴い木津川で進水させることが難しくなったため移転。北加賀屋の約三分の一、23万平方メートルを所有する不動産会社の千島土地が名村造船所跡地を中心にアートのイベントを開いたり、アーティストに空き家や空き工場を貸し出したりしたことで芸術家の来訪・居住が増え、街中にも作品が並ぶ「アートの街」となった。

## 世帯数と人口
2024年（令和6年）9月30日時点（大阪市発表）の世帯数と人口は以下の通りである。
| 丁目                   | 世帯数    | 人口    |
| ---------------------- | --------- | ------- |
| 北加賀屋一丁目         | 1,281世帯 | 2,025人 |
| 北加賀屋二丁目         | 563世帯   | 995人   |
| 北加賀屋三丁目・四丁目 | 174世帯   | 222人   |
| 北加賀屋五丁目         | 1,354世帯 | 2,462人 |
| 計                     | 3,372世帯 | 5,704人 |

### 人口の変遷
国勢調査による人口の推移。
| 1995年（平成7年）  | 7,144人 | [ 7 ]  |  |
| 2000年（平成12年） | 6,957人 | [ 8 ]  |  |
| 2005年（平成17年） | 6,788人 | [ 9 ]  |  |
| 2010年（平成22年） | 6,278人 | [ 10 ] |  |
| 2015年（平成27年） | 6,194人 | [ 11 ] |  |
| 2020年（令和2年）  | 5,841人 | [ 12 ] |  |

### 世帯数の変遷
国勢調査による世帯数の推移。
| 1995年（平成7年）  | 2,809世帯 | [ 7 ]  |  |
| 2000年（平成12年） | 2,969世帯 | [ 8 ]  |  |
| 2005年（平成17年） | 3,081世帯 | [ 9 ]  |  |
| 2010年（平成22年） | 3,024世帯 | [ 10 ] |  |
| 2015年（平成27年） | 3,031世帯 | [ 11 ] |  |
| 2020年（令和2年）  | 3,018世帯 | [ 12 ] |  |

## 学区
市立小・中学校に通う場合、学区は以下の通りとなる。なお、小学校・中学校入学時に学校選択制度を導入しており、通学区域以外に住之江区にある小学校（自宅から概ね2km以内、学校の中心から距離で1.5km以内）・中学校から選択することも可能。
| 丁目           | 番   | 小学校               | 中学校               |
| -------------- | ---- | -------------------- | -------------------- |
| 北加賀屋一丁目 | 全域 | 大阪市立加賀屋小学校 | 大阪市立加賀屋中学校 |
| 北加賀屋二丁目 | 全域 | 大阪市立加賀屋小学校 | 大阪市立加賀屋中学校 |
| 北加賀屋三丁目 | 全域 | 大阪市立加賀屋小学校 | 大阪市立加賀屋中学校 |
| 北加賀屋四丁目 | 全域 | 大阪市立加賀屋小学校 | 大阪市立加賀屋中学校 |
| 北加賀屋五丁目 | 全域 | 大阪市立加賀屋小学校 | 大阪市立加賀屋中学校 |

## 事業所
2021年（令和3年）時点の経済センサス調査による事業所数と従業員数は以下の通りである。
| 丁目           | 事業所数  | 従業員数 |
| -------------- | --------- | -------- |
| 北加賀屋一丁目 | 86事業所  | 547人    |
| 北加賀屋二丁目 | 111事業所 | 1,132人  |
| 北加賀屋三丁目 | 34事業所  | 863人    |
| 北加賀屋四丁目 | 67事業所  | 583人    |
| 北加賀屋五丁目 | 76事業所  | 1,323人  |
| 計             | 374事業所 | 4,448人  |

## 交通

### 鉄道
- 大阪市高速電気軌道
  - 四つ橋線 北加賀屋駅

### 路線バス
2020年4月時点
- 大阪シティバス[16]
  - 15号系統：地下鉄北加賀屋 - 北加賀屋 - 緑木一丁目
  - 29・76号系統：北加賀屋 - 造船所通

### 道路
- 大阪府道5号大阪港八尾線（南港通）
- 大阪府道179号住吉八尾線（南港通）
- 大阪府道29号大阪臨海線（新なにわ筋）

## 施設
- 大阪市立加賀屋小学校
- 住之江北加賀屋郵便局[17]
- 南港病院
- オートバックス 住之江店[18]
- イエローハット 住之江店[19]
- 住之江警察署北加賀屋交番
- 北加賀屋公園
- 加賀屋北公園
- 加賀屋東公園

## その他

### 日本郵便
- 〒559-0011[3]（集配局：住之江郵便局[20]）